# Franziskanergymnasium Kreuzburg
Das Franziskanergymnasium Kreuzburg ist ein privates römisch-katholisches Gymnasium in Trägerschaft der Deutschen Franziskanerprovinz im hessischen Großkrotzenburg im Main-Kinzig-Kreis. In der Schule werden 1250 Schüler von 100 Lehrern unterrichtet (Stand 3/2020).

## Geschichte
Im Jahr 1895 gründeten die Franziskaner der thüringischen Provinz ein Internat in der Hoffnung, dort ihren zukünftigen Nachwuchs auszubilden. Da infolge des Kulturkampfes die Gründung einer Schule auf preußischem Staatsgebiet nicht möglich war, mussten die Franziskaner dazu auf die Niederlande ausweichen.
Das erste Schulgebäude befand sich in Watersleyde in der Nähe von Sittard. Neben einer zweistöckigen Villa gehörten auch Felder zur Selbstversorgung der Schüler zum Internat. Die Schulzeit dauerte zunächst sieben Jahre, von denen fünf im Kolleg und zwei nach dem Noviziat absolviert wurde. Später beschloss die thüringische Franziskanerprovinz, die schulische Ausbildung nicht auf die fünf Jahre zu begrenzen, nach denen die Schüler das sog. „Einjährigen-Zeugnis“ erlangten, sondern bis zum Abitur fortzuführen. Da dies in Watersleyde nicht möglich war, wurden die Schüler hierzu ab 1917 nach Hadamar geschickt.
Im Jahr 1933 wurde die Schule als Auslandsschule staatlich anerkannt und erhielt damit das Recht, die Reifeprüfung abzunehmen. Schon 1938 wurde diese Anerkennung wieder entzogen und die Schüler mussten wie zuvor nach Hadamar geschickt werden. Infolge des Ausbruchs des Zweiten Weltkriegs wurden letztmals im Jahr 1940 Schüler nach Hadamar geschickt.
Nach dem Krieg sollte das Internat als deutsches Eigentum von den niederländischen Behörden beschlagnahmt werden, nach Intervention durch den Bischof von Roermond sahen die Behörden aber von diesem Vorhaben ab. Bis 1952 wurde das Gebäude übergangsweise von den niederländischen Franziskanern genutzt, danach konnten wieder deutsche Schüler in das Internat einziehen. In der Folgezeit kamen jedoch immer weniger Schüler nach Watersleyde, da der Ausbau der Gymnasien in Deutschland den Besuch von Internaten zunehmend überflüssig machte.
1967 konnten die Franziskaner, unterstützt von Bischof Adolf Bolte von Fulda, die Kreuzburg im hessischen Großkrotzenburg erwerben. Das Internat in Watersleyde wurde verkauft, es dient heute als Heim für geistig behinderte Menschen. In der Kreuzburg war zuvor, seit 1927, das Gymnasium Africanum in Trägerschaft der Weißen Väter untergebracht. Die Schulgebäude wurden 1928 von dem Frankfurter Architekten Martin Weber errichtet, einem der führenden Vertreter katholischer Sakralarchitektur seiner Zeit, dessen Werk für Neues Bauen im Geiste der Liturgische Bewegung steht. In diesem privaten Gymnasium mit angeschlossenem Internat wurde der Nachwuchs für die Missionstätigkeit der Ordensgemeinschaft in Afrika ausgebildet.
Seit 1967 wird das Franziskanergymnasium Kreuzburg als privates Gymnasium ohne Internat weitergeführt. 1973 wurde die Koedukation eingeführt, seitdem können auch Mädchen das Franziskanergymnasium besuchen. 1978 erhielt die Schule (erneut) das Recht, die Reifeprüfung abzunehmen, bis dahin mussten sich die Schüler der Nichtschülerprüfung an einem staatlichen Gymnasium unterziehen.

## Schulleben
Die Schule hat ein überregionales Einzugsgebiet. Zwei Drittel der Schüler kommen aus Hessen, ein Drittel aus Bayern. Die Finanzierung der Schule wird gemeinsam durch die Bistümer Fulda, Würzburg und Mainz gesichert.
Die Schule wechselte 2013 wieder zurück zum Abitur nach neun Jahren.
In der Nähe der Schule befindet sich ein Niederwald mit Wildschweinen. Die Schüler werden durch ein Merkblatt vorbereitet, wie sie sich bei einer Begegnung mit Wildschweinen verhalten sollen.

## Bekannte Schülerinnen und Schüler
- Andreas Ellermeier, Ingenieur, Professor für Fertigungstechnik an der OTH Regensburg
- Philipp Gessler, Journalist und Autor
- Levin Holle, Manager und Ministerialbeamter
- Alexandra Kemmerer, Rechtswissenschaftlerin und Publizistin
- Katja Leikert, Politikerin, Mitglied des Bundestages
- Claus Martin, Regisseur, Librettist und Musicalkomponist
- Joachim Scharloth, Linguist und Hochschullehrer, Professor für German Studies an der Waseda-Universität in Tokyo
- Nora Stang-Albrecht, Juristin und Justizbeamtin, Leiterin der Justizvollzugsanstalt Frankfurt-Preungesheim
- Ulrich Tukur, Schauspieler und Autor
- Johannes Wiegelmann (Abitur 2012), Politiker, Mitglied des Bundestages
- Stephan Winter, Liturgiewissenschaftler, Lehrstuhl für Liturgiewissenschaft an der Eberhard-Karls-Universität Tübingen